# Circuata
Circuata ist eine Ortschaft im Departamento La Paz im südamerikanischen Andenstaat Bolivien.

## Lage im Nahraum
Circuata ist zentraler Ort des Kanton Circuata im Municipio Cajuata in der Provinz Inquisivi und liegt auf einer Höhe von 1884 m auf einer Anhöhe und wird umflossen von den beiden Quellflüssen des Río Miguillas, einem rechten Nebenfluss des Río de la Paz, der von der Hauptstadt La Paz herkommend am Illimani vorbei in nordöstlicher Richtung zum Río Beni hinfließt.

## Geographie
Circuata liegt an den Ostabhängen der Anden-Gebirgskette der Cordillera Central am Übergang zum bolivianischen Tiefland.
Die mittlere Durchschnittstemperatur der Region liegt bei etwa 19 °C (siehe Klimadiagramm Cajuata), die Monatswerte schwanken nur wenig zwischen gut 16 °C im Juni und Juli und gut 20 °C im Dezember und Januar. Der Jahresniederschlag beträgt etwa 900 mm, bei einer ausgeprägten Trockenzeit von Mai bis August und einer Feuchtezeit von Dezember bis März.

## Verkehrsnetz
Circuata liegt in einer Entfernung von 219 Straßenkilometern östlich von La Paz, der Hauptstadt des gleichnamigen Departamentos.
Von La Paz führt die asphaltierte Nationalstraße Ruta 3 in nordöstlicher Richtung 60 Kilometer bis Unduavi, von dort zweigt die unbefestigte Ruta 25 in südöstlicher Richtung ab und führt über Chulumani, Ocobaya, Irupana und La Plazuela in das Tal des Río de la Paz, wo sie über Miguillas und Lujmani am Río Miguillas entlang nach 159 Kilometern Circuata erreicht. Von dort führt sie weiter über die Ortschaften Inquisivi und Independencia (Ayopaya) nach Vinto, wo sie auf die Ruta 4 nach Cochabamba trifft.

## Bevölkerung
Die Einwohnerzahl der Ortschaft ist im vergangenen Jahrzehnt um mehr als ein Drittel angestiegen:
| Jahr | Einwohner         | Quelle       |
| ---- | ----------------- | ------------ |
| 1992 | keine Detaildaten | Volkszählung |
| 2001 | 827               | Volkszählung |
| 2012 | 1141              | Volkszählung |
| 2024 |                   | Volkszählung |